# Adolfas Mekas
Adolfas Mekas (født 30. september 1925 i Semeniškiai, Biržai i Litauen, død 31. maj 2011) var en amerikansk  filminstruktør af litauisk oprindelse og bror til Jonas Mekas.
Mekas og hans bror Jonas Mekas drev tilsammen et teater før 2. verdenskrig. Senere, i en flygtningelejr, studerede de hos en underviser i Stanislavskijs system. Brødrene emigrerede til USA i 1949, hvor de studerede hos Hans Richter før de etablerede filmmagasinet Film Culture i 1955. Adolfas Mekas instruerede et antal film, heriblandt "Hallelujah The Hills" og "Going Home", hvor begge anses som milepæle indenfor New American Cinema-bevægelsen. I 1971 tilsluttede Adolfas Mekas sig den nyoprettede filmafdeling ved Bard College, som hurtigt fik tilnavnet "folkets filmafdeling" under hans formandskab. Mekas fortsatte at undervise til han gik på pension i maj 2004.

## Udvalgt filmografi
- Hallelujah the Hills (1963)
- The Brig (1964) (med Jonas Mekas)
- Skyscraper (1965)
- The Double-Barreled Detective Story (1965)
- Windflowers (1968)
- Campeneras and Campaneros (1970)
- Going Home (1971)